# Floyd Simmons
Pour les articles homonymes, voir Simmons.
Floyd Macon Simmons, Jr.  (né le 10 avril 1923 à Charlotte et mort le 1er avril 2008 dans la même ville) est un athlète américain, spécialiste du décathlon. Il a aussi eu une carrière d'acteur.

## Carrière
Il se classe troisième des Jeux olympiques de 1948, à Londres, derrière son compatriote Bob Mathias et le Français Ignace Heinrich. Il décroche une nouvelle médaille de bronze quatre ans plus tard aux Jeux olympiques d'Helsinki, devancé finalement par Bob Mathias et l'autre Américain Milton Campbell.

### Palmarès
| Date | Compétition     | Lieu     | Résultat | Épreuve   | Total     |
| ---- | --------------- | -------- | -------- | --------- | --------- |
| 1948 | Jeux olympiques | Londres  | 3e       | Décathlon | 6 950 pts |
| 1952 | Jeux olympiques | Helsinki | 3e       | Décathlon | 6 788 pts |

### Records
| Épreuve   | Performance | Lieu | Date |
| --------- | ----------- | ---- | ---- |
| Décathlon | 6 950 pts   |      | 1952 |

## Filmographie
- 1956 : Le Prix de la peur (The Price of Fear) d'Abner Biberman
- 1957 : The Tattered Dress de Jack Arnold : Larry Bell
- 1963 : Trio de terreur (Twice-Told Tales) de Sidney Salkow : Matthew Moll